# Rod Sellers
Walter Roderick Sellers (* 7. August 1970 in Florence (South Carolina)) ist ein ehemaliger US-amerikanischer Basketballspieler.

## Werdegang
Sellers war als Jugendlicher dem Baseballsport zugewandt. Nach einer Augenverletzung und einem Wachstumsschub widmete er sich verstärkt dem Basketballspiel. Er spielte als Schüler an der Wilson High School und dann zwischen 1988 und 1992 an der University of Connecticut.
Sellers gelang anschließend nicht der Sprung in die National Basketball Association (NBA), als er im Sommer 1992 bei den Washington Bullets mittrainierte, danach aber aussortiert wurde. Er ging nach Europa und spielte in einigen der besten Ligen des Kontinents.
Während der Saison 1993/94 führte Sellers die griechische Liga in der Wertung Rebounds pro Spiel an, als er statistisch 14,3 Abpraller je Begegnung einsammelte. Mit Efes Pilsen gewann Sellers 1998 den türkischen Pokalwettbewerb. 1999 stand er mit Pamesa Valencia im Endspiel des Europapokals Saporta-Cup, das verloren wurde. Mit Virtus Rom siegte Sellers im italienischen Supercup. In Bezug auf Titelgewinne war seine Zeit beim französischen Erstligisten Élan Béarnais Pau-Lacq-Orthez die erfolgreichste seiner Laufbahn. 2002 wurde er mit Pau-Orthez französischer Pokalsieger, 2003 wurde der Erfolg wiederholt und zusätzlich der französische Meistertitel geholt. Sellers wurde in der Hauptrunde der Saison 2002/03 als bester Spieler der französischen Liga ausgezeichnet.